# Eugerdella coarctata
Eugerdella coarctata is een pissebed uit de familie Desmosomatidae. De wetenschappelijke naam van de soort is voor het eerst geldig gepubliceerd in 1899 door G..O Sars.